# كونشرتو الكلارينيت (موزارت)
في عام 1791، ألف موزارت كونشرتو للكلارينيت المصنفة في كوخل رقم 622. تتخذ السمفونية النمط التقليدي سريع – بطئ – سريع، وهي أحد أواخر الأعمال التي أتمها موزارت ومات بعدها بشهور. تتميز المقطوعة بالحوار المميز بين الكلارينيت المنفرد والأوركسترا، ولا تحتوي على مقطوعة ارتجالية للكلارينيت – المعروفة بالكادنزا.

## النسخة الأصلية
نتيجة عدم توافر نسخة أصلية من المقطوعة، إذ نشرت بعد وفاة موزارت، فمن الصعب تفهم دوافع موزارت لكتابة هذه الكونشرتو. النص الموسيقي الوحيد المتوافر لبعض ألحان المقطوعة قد كتب قبل ذلك لآلة البوق، وهو مماثل تماما للعمل الذي تم نشره للكلارينيت، مما يقترح أن المقطوعة في الأصل قد كانت مخصصة للبوق، وعدل موزارت عن ذلك لاعتقاده بأنها قد تكون مناسبة للكلارينيت بدرجة أكبر. هناك اعتقاد بأن المقطوعة خصصت لآلة الباص الكلارينيت وذلك لاحتوائها على نغمات خارج النطاق المعتاد للكلارينيت، وقد كانت هذه الآلة هي كلارينيت معدلة لتصل إلى مدى أوسع من النغمات
نتيجة للخصوصية الشديدة لآلة الباص كلارينيت، تم إعادة صياغة هذه المقطوعة لتناسب الآلة المعتادة ضمانا لانتشارها. وتسبب هذا في اختفاء النص الأصلي الذي كان مرهونا لدى عازف الكلارينيت الذي كتبت لأجله المقطوعة. وحتى النصف الثاني من القرن العشرين، لم يكن أحد يعلم بأن المقطوعة الأصلية التي كتبها موزارت لم تسمعها أذن منذ أن عزفت لأول مرة في حياته. ولما تم إعادة عزف النص الأصلي – بعد تصنيع كلارينيت خاصة بمدى أوسع من النغمات لتناسب بعض الأعمال الخاصة لموزارت، لم يعد هناك شك في أن المقطوعة كتبت لتلك الآلة ذات المدى الواسع. من الأعمال الأخرى لموزارت وتلاميذه التي تميزت بالمدى الموسع للآلات غير التقليدية، والتي اتصلت بنفس العازف، هناك كونشرتو الكلارينيت لفرانز خافيير سوسماير (الذي اشتهر بإتمام الموسيقى الجنائزية لموتسارت) وأيضا كونشرتو كلارينيت آخر لجوزيف ليوبارد إيبلر.

## العرض الأول
عرض الكونشرتو لأول مرة في براغ في السادس عشر من أكتوبر 1791. تقبل الجمهور المقطوعة، وكتبت جريدة " Berlin Musikalisches Wochenblatt " في يناير 1792 تقول «عازف الكلارينيت الفييني شتاديلير هو رجل موهوب وعزفه متميز لأقصى درجة». وقد عرف الرجل بتميزه في العزف في النغمات المتطرفة، وقد يكون هذا ما دفع موزارت إلى الكتابة في المدى الواسع للنغمات خصيصا له

## آلات العزف

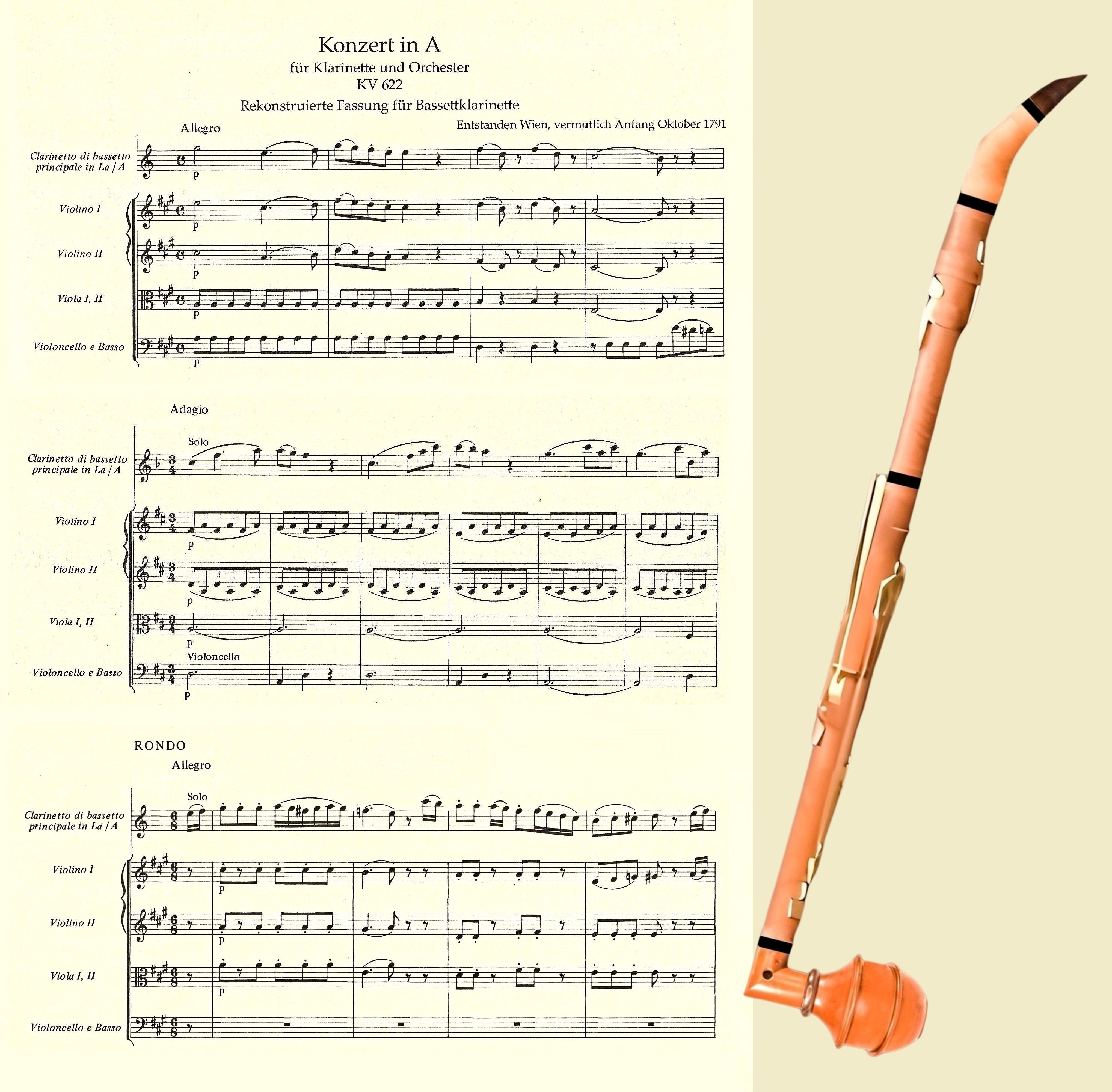
صورة توضيحية

كتبت هذه المقطوعة لعازف منفرد للكلارينيت، وآلتي فلوت من درجتين، وآلتي باسون من درجتين، وبوقين من درجتين، وعادة ما يستبدل أحد البوقين في درجة مختلفة. والوتريات المختلفة.

### الحركة الأولى
الافتتاحية الأوركسترالية للمقطوعة مرحة وخفيفة، وتتحول إلى سلم متسارع من النغمات القصيرة النازلة تؤديها الفيولينة والفلوت بينما تصعد الآلات الأخرى. بعد ذلك تبدأ الوتريات بالتناوب مع الكلارينيت قبل أن تصل إلى اللحن النهائي الذي تؤديه آلات الفيولينة بالتناوب. يدخل الكلارينيت معيدا اللحن ببعض التزيين الخفيف. تعيد الأوركسترا اللحن مع الكلارينيت وتتكرر الألحان مع تغييرات في طريقة وسرعة أداؤه. يبدأ اللحن الثانوي وتؤديه الآلات منتقلة إلى السلم الأساسي للمقطوعة. عادة ما يضيف العازف لحنا ارتجاليا رغم عدم كتابة لحن خاص في المقطوعة لهذا الغرض.

### الحركة الثانية
الحركة الوسطى هي حركة أداجيو بطيئة. تتكون من ثلاثة أقسام، الأول والثالث متماثلين والأوسط غيرهما. ويفتتحها الكلارينيت باللحن الأساسي وتعيده الأوركسترا. القسم الأوسط في المقطوعة ينتهي بأداء ارتجالي للعازف المنفرد. ويأتي القسم الأخير الذي يحقق التماثل المعتاد في الكونشرتو. ويحتوي القسم الأوسط على بعض النغمات التي تعتبر أقل كثيرا من المدى الطبيعي للكلارينيت.

### الحركة الثالثة
الحركة الختامية هي حركة روندو مرحة. وهي تحتوي ألحانا سعيدة أو تستدعي ألحانا من الحركة الأولى. تتصف الحركة بنفس طابع كونشرتوهات البيانو الخاصة بموزارت، خصوصا المصنف كوخل 488. والحركة تتصف بأنها متماثلة حول لحن في منتصفها وبها لحنين آخرين يتكرران.